# 车府增九
蝎虎座6（车府增九），又名BD+42 4420，HD 213420、SAO 52079、HR 8579，是蝎虎座的一颗恒星，视星等为4.51，位于銀經97.36，銀緯-12.64，其B1900.0坐标为赤經22h 26m 10.2s，赤緯+42° -12.64′ 39″。